# هاروی استفنس
هاروی استفنس (انگلیسی: Harvey Stephens; ۲۱ اوت ۱۹۰۱ – ۲۲ دسامبر ۱۹۸۶) بازیگر اهل ایالات متحده آمریکا بود. وی بین سال‌های ۱۹۳۱ تا ۱۹۶۵ میلادی فعالیت می‌کرد.
از فیلم‌ها یا برنامه‌های تلویزیونی که وی در آن نقش داشته‌است می‌توان به شمال از شمال غربی، آبه لینکلن در ایلینوی، گروهبان یورک، بو ژست، پس از ساعت اداری، و خفاش اشاره کرد.